# روباه‌های آمریکای جنوبی
روباه‌های آمریکای جنوبی (نام علمی: Lycalopex) نام یک سرده از زیرخانواده سگیان است.

## گونه‌ها
- روباه آند, Lycalopex culpaeus
- روباه داروین, Lycalopex fulvipes
- روباه پاتاگونیا, Lycalopex griseus
- روباه پامپا, Lycalopex gymnocercus
- روباه سچورا, Lycalopex sechurae
- روباه سپیدموی, Lycalopex vetulus